# Glomerulopathie
Mit Glomerulopathie (Synonym: Glomeruläre Erkrankung) werden alle Erkrankungen (-pathie) bezeichnet, die die Nierenkörperchen (Glomeruli) betreffen.
Die Glomerulopathien werden nach zugrunde liegender Ursache in zwei Hauptgruppen eingeteilt:
- entzündliche Erkrankungen: Glomerulonephritis
- nicht-entzündliche Erkrankungen: Glomerulosklerose

Ferner kann unterschieden werden:
- Primäre Glomerulopathie, die ausschließlich die Glomeruli betrifft
- Sekundäre Glomerulopathie aufgrund einer Systemerkrankung wie z. B. Diabetes mellitus, Kollagenosen oder Vaskulitiden